# Vulnicura Tour
Vulnicura Tour – ósma trasa koncertowa Björk; w jej trakcie odbyło się dwadzieścia siedem koncertów.

## Program koncertów według albumów
- Biophilia:  „Mutual Core”

- Debut:  „Come To Me”, „One Day”

- Homogenic:  „ 5 Years”, „All is Full of Love”, „All Neon Like”, „Hunter”, „Unravel”.

- Medúlla:  „Pleasure Is All Mine”, „Where Is the Line”

- Post:  „Army of Me”, „Hyperballad”, „Maybe Possible"

- Vespertine:  „Harm of Will”, „Sun In My Mouth”, „Undo"

- Volta:  „I See Who You Are”, „Wanderlust"

- Vulnicura:  „Stonemilker”, „Lionsong”, „History of Touches”, „Black Lake”, „Family”, „Notget”, „Atom Dance”, „Mouth Mantra”, „Quicksand"

## Lista koncertów
1. 7 marca 2015 - Nowy Jork, USA - Carnegie Hall
2. 14 marca 2015 - New York City, Nowy Jork, USA - Carnegie Hall
3. 18 marca 2015 - New York City, Nowy Jork, USA - Kings Theatre
4. 22 marca 2015 - New York City, Nowy Jork, USA - Kings Theatre
5. 25 marca 2015 - New York City, Nowy Jork, USA - New York City Center
6. 28 marca 2015 - New York City, Nowy Jork, USA - New York City Center
7. 1 kwietnia 2015 - New York City, Nowy Jork, USA - New York City Center
8. 6 czerwca 2015 - New York City, Nowy Jork, USA - Randalls Island Park (Governors Ball Music Center)
9. 5 lipca 2015 - Manchester, Anglia - Castlefield Arena (Manchester International Festival)
10. 11 lipca 2015 - Trenčin, Słowacja - Lotnisko w Trenčinie (Pohoda Festival)
11. 16 lipca 2015 - Ostrawa, Czechy - Lower Vítkovice (Colours of Ostrava)
12. 20 lipca 2015 - Lyon, Francja - Ancient Theatre of Fourviére (Nuits de Fourviére)
13. 24 lipca 2015 - Barcelona, Hiszpania - Poble Espanyol
14. 29 lipca 2015 - Rzym, Włochy - Auditorium Parco della Musica (Luglio Suona Bene)
15. 2 sierpnia 2015 - Berlin, Niemcy - Spandau Citadel (Citadel Music Festival)
16. 7 sierpnia 2015 - Chalbury, Anglia - Cornbury Park (Wilderness Festival)
17. 21 września 2016 - Londyn, Anglia - Royal Albert Hall
18. 24 września 2016 - Londyn, Anglia - Eventim Apollo
19. 5 listopada 2016 - Reykjavík, Islandia - Harpa (Iceland Airwaves)
20. 8 listopada 2016 - Reykjavík, Islandia - Harpa
21. 29 marca 2017 - Meksyk, Meksyk - National Auditorium
22. 2 kwietnia 2017 - Toluca, Meksyk - Foro Pegaso
23. 30 maja 2017 - Los Angeles - Walt Disney Concert Hall
24. 21 lipca 2017 - Los Angeles, Kalifornia, USA - Exposition Park (FYF Fest)
25. 31 lipca 2017 - Yuzawa, Japonia - Naeba Ski Resort (Fuji Rock Festival)
26. 31 października 2017 - Tbilisi, Gruzja - Tbilisi Concert Hall
27. 3 listopada 2017 - Tbilisi, Gruzja - Georgian National Opera Theater